# 印第安波因特 (密蘇里州)
印第安波因特（英語：Indian Point）是位於美國密蘇里州斯通縣的村。

## 人口
根據2020年美國人口普查的數據，印第安波因特的面積為10.11平方千米，當中陸地面積為7.25平方千米，而水域面積為2.86平方千米。當地共有人口550人，而人口密度為每平方千米54人。